# Willibald Liehr

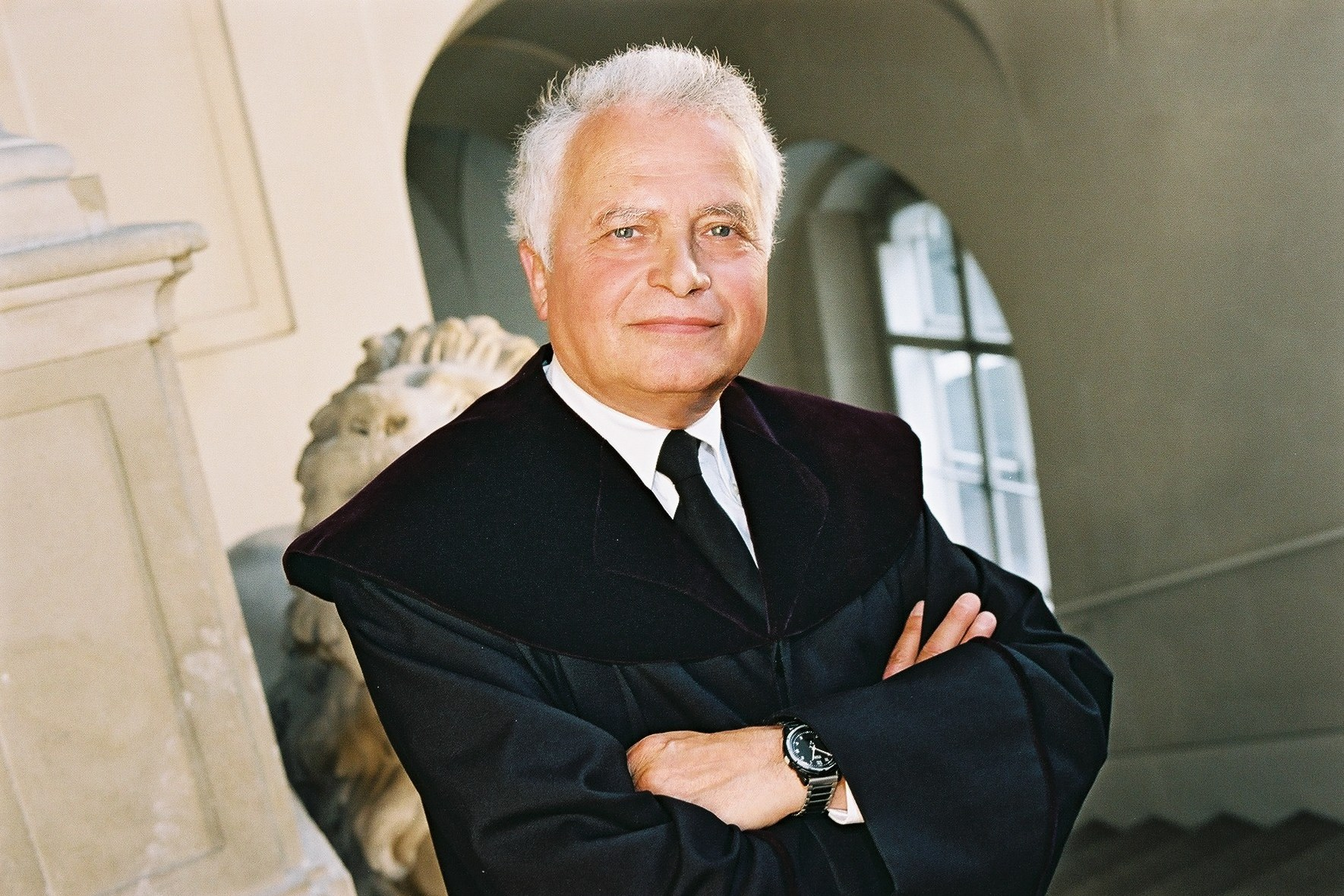
Willibald Liehr als Verfassungsrichter im Talar (2003)

Willibald Liehr (* 7. Dezember 1941 in Wien; † 31. Mai 2011) war Jurist und Mitglied des Verfassungsgerichtshofes der Republik Österreich.

## Leben
Liehr besuchte die Schule in Wien und legte 1959 die Reifeprüfung am Piaristengymnasium ab. Er studierte Jus an der Universität Wien, wo er 1963 zum Dr. jur. promovierte. Nach der Gerichtspraxis trat er im November 1964 in den Niederösterreichischen Landesdienst ein, wo er 1965 und 1966 die Funktion eines Straf-, Bau-, Polizei-, Verkehrs- und Gewerbereferenten an den Bezirkshauptmannschaften Hollabrunn und Gänserndorf bekleidete. 1967 bis 1969 war er wissenschaftlicher Mitarbeiter am Verfassungsgerichtshof. Ab Dezember 1969 war er im Verfassungsdienst des Amtes der Niederösterreichischen Landesregierung tätig, von 1979 bis Jänner 1996 als dessen Leiter. Seit Juni 1991 war Liehr Honorarprofessor an der Technischen Universität Wien, wo er vor allem Bau- und Raumordnungsrecht lehrte. Lehrveranstaltungen hielt er auch an den Universitäten Innsbruck und Linz ab.
Am 12. Februar 1996 wurde Liehr aufgrund einer Nomination des Bundesrates zum Mitglied des Verfassungsgerichtshofes ernannt. In seiner Funktion wurde er wiederholt zum Ständigen Referenten gewählt. Mit 31. März 2011 trat Liehr aus gesundheitlichen Gründen vorzeitig als Verfassungsrichter zurück. Er ist am 31. Mai 2011 verstorben.

## Auszeichnungen
- 2005: Großes Goldenes Ehrenzeichen für Verdienste um die Republik Österreich[3]

## Schriften
- Die Rechtsbereinigung in Niederösterreich. Klaus Berchtold und Willibald Liehr, Amt der NÖ Landesregierung: Wien 1972.
- Die Rechtsbereinigung in Niederösterreich. Bericht und Ausblick. Verlag NÖ Pressehaus: St. Pölten, Wien 1980 (Schriftenreihe Niederösterreichische Juristische Gesellschaft 21). ISBN 3-85326-218-X
- Kommentar zum NÖ Naturschutzgesetz. Willibald Liehr und Bernhard Stöberl, Orac: Wien 1986. ISBN 3-85368-759-8
- Der Verein. Von Willibald Liehr und Bernhard Stöberl. 2., überarb. und erg. Aufl., Orac: Wien 1988 (Orac-Musterverträge 10). ISBN 3-7015-4228-7
- Kommentar zum NÖ Auskunftsgesetz. Amt der NÖ Landesregierung: Wien 1988 (NÖ-Schriften 22)
- Der Verein. Von Willibald Liehr und Bernhard Stöberl. 3., überarb. und erg. Aufl., Orac: Wien 1996 (Orac-Musterverträge). ISBN 3-7007-0845-9
- Vereinssatzungen. Interaktive Mustertexte für Vereinssatzungen. Musterstatuten unter Berücksichtigung gesetzlicher Erfordernisse ..., Willibald Liehr und Bernhard Stöberl, Orac-Electronica-Verlag: Wien 1996 (Kollektion interaktiver Texte). ISBN 3-85469-003-7
- Baurecht. Hrsg. von Willibald Liehr und Lorenz Riegler, Stand: 1. September 1999, Verlag Österreich: Wien 1999. ISBN 3-7046-1385-1
- Raumordnungsrecht. Hrsg. von Willibald Liehr, Lorenz Riegler und Arthur Kanonier, Stand: 1. November 2000, Verlag Österreich: Wien 2000. ISBN 3-7046-1612-5
- Niederösterreichische Bauordnung 1996 mit wichtigen Nebenbestimmungen. Kurzkommentar. Von Willibald Liehr; Lorenz E. Riegler, Stand: 1. März 2001, Manz: Wien 2001. ISBN 3-214-02328-4
- Der Einfluss des Beitritts Österreichs zur EU auf das österreichische Rechtsleben. Vortrag, gehalten vor der Niederösterreichischen Juristischen Gesellschaft in St. Pölten am 29. November 2000, Orac: Wien 2001 (Schriftenreihe Niederösterreichische Juristische Gesellschaft 83). ISBN 3-7007-2007-6
- Vereinssatzungen. Intelligente Bausteine für Verträge und Formulare, Haude: Wien 2001 [CD-ROM]. ISBN 3-85469-099-1
- Der Verein. Von Willibald Liehr und Walter Tolar, 4., völlig neu bearb. Aufl., LexisNexis ARD Orac: Wien 2002. ISBN 3-7007-2302-4
- Vereinssatzungen. Intelligente Bausteine für Verträge und Formulare, Haude: Wien 2002 [CD-ROM]. ISBN 3-85469-128-9
- Baurecht. Hrsg. von Willibald Liehr und Lorenz Riegler, 2. rev. Aufl., Stand: 1. November 2002, Verlag Österreich: Wien 2003. ISBN 3-7046-3859-5
- Raumordnungsrecht. Hrsg. von Willibald Liehr, Lorenz Riegler und Arthur Kanonier, 2. Aufl., Stand: Jänner 2003, Verlag Österreich: Wien 2003. ISBN 978-3-7046-3896-0
- Niederösterreichische Bauordnung 1996 mit wichtigen Nebenbestimmungen. Kurzkommentar. Von Willibald Liehr; Lorenz E. Riegler, 2. Aufl., Manz: Wien 2010. ISBN 978-3-214-02365-2